# Mike Scifres
Michael T. "Mike" Scifres (* 8. Oktober 1980 in Metairie, Louisiana, USA) ist ein ehemaliger US-amerikanischer American-Football-Spieler. Er spielte als Punter in der National Football League (NFL), zuletzt bei den San Diego Chargers.

## Spielerlaufbahn
Scifres studierte an der Western Illinois University und spielte dort auch American Football. Aufgrund seiner spielerischen Leistungen wurde er mehrfach zum Auswahlspieler gewählt. Im Jahr 2003 wurde er von den San Diego Chargers in der fünften Runde an 149 Stelle gedraftet. Bis 2007 konnte er mit seinem Team dreimal in die Play-offs einziehen konnte, ein Einzug in den Super Bowl gelang bislang noch nicht. In der Saison 2007 zogen die Chargers in das AFC Championship Game ein. Sie scheiterten dort aber mit 21:12 an dem späteren Super Bowl Verlierer New England Patriots. Im folgenden Jahr setzte sich der spätere Super Bowl Gewinner Pittsburgh Steelers gegen die Chargers mit 35:24 in den Play-offs durch. Er wurde am 30. April 2016 entlassen, nachdem die Chargers ihn darüber informierten, dass sie Drew Kaser an diesem Tag draften.

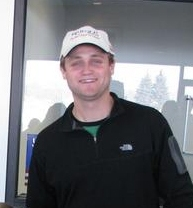
Nate Kaeding

## Abseits des Spielfelds
Scifres hat mit dem Kicker der Chargers Nate Kaeding eine Organisation gegründet, die eine Pension unterstützt, in welcher Familien mit kranken Kindern kostengünstig leben können, während die Kinder in einem Krankenhaus behandelt werden.